# Famaillá
Famaillá est une ville dans la province de Tucumán en Argentine, capitale du département de Famaillá. Sa population s'élevait à 30 951 habitants en 2015.
Elle est surnommée « la capitale nationale de l'empanada », accueillant chaque année durant le mois de septembre un festival consacré à l'empanada.

## Géographie
Situé au centre de la province de Tucumán, Famaillá est situé à 30 km au sud de la capitale provinciale San Miguel de Tucumán. La ville est traversée par le río Famaillá, se jetant dans le río Dulce.

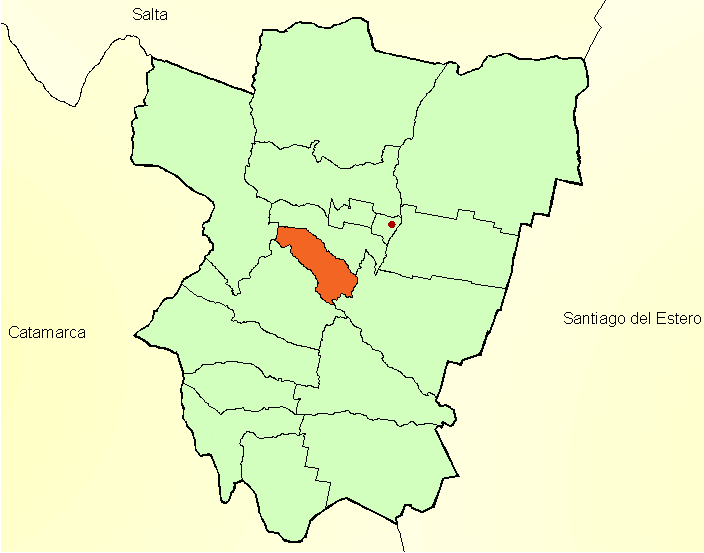
En orange, le département de Famaillá.

### Climat
| Mois                              | jan. | fév. | mars | avril | mai  | juin | jui. | août | sep. | oct. | nov. | déc. | année |
| --------------------------------- | ---- | ---- | ---- | ----- | ---- | ---- | ---- | ---- | ---- | ---- | ---- | ---- | ----- |
| Température minimale moyenne (°C) | 20   | 18   | 18   | 14    | 11   | 6    | 5    | 6    | 10   | 15   | 16   | 18   | 13,1  |
| Température moyenne (°C)          | 24,5 | 22,5 | 21,5 | 18,5  | 15,5 | 11   | 10,5 | 14,5 | 20   | 24,5 | 24,5 | 23   | 19,2  |
| Température maximale moyenne (°C) | 29   | 27   | 25   | 23    | 20   | 16   | 16   | 23   | 30   | 34   | 33   | 28   | 25,3  |
| Précipitations (mm)               | 141  | 162  | 91   | 105   | 19   | 22   | 3    | 2    | 13   | 82   | 69   | 123  | 69,3  |

## Histoire
Famaillá fut le site de la bataille de Famaillá (ou bataille de Monte Grande) le 19 septembre 1841 entre les forces de Juan Manuel de Rosas commandées par Manuel Oribe, et la Ligue patriotique argentine dirigée par Juan Lavalle.

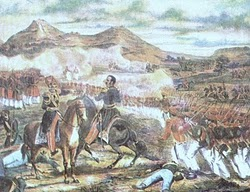
La bataille de Famaillá.

Le 12 mai 1999, une industrie sucrière de la ville organisa le Tractorazo, une importante concentration de véhicules protestant contre la politique économique nationale.

## Population
Selon le recensement de 2015, la ville compte 30 951 habitants, soit 36% de plus qu'en 2010.
| 1991   | 2001   | 2010   | 2013   | 2015   |
| ------ | ------ | ------ | ------ | ------ |
| 16 978 | 20 762 | 22 924 | 24 696 | 30 951 |

## Personnalités de Famaillá
- Exequiel Palacios, né le 5 octobre 1998, est un footballeur international argentin.

## Images

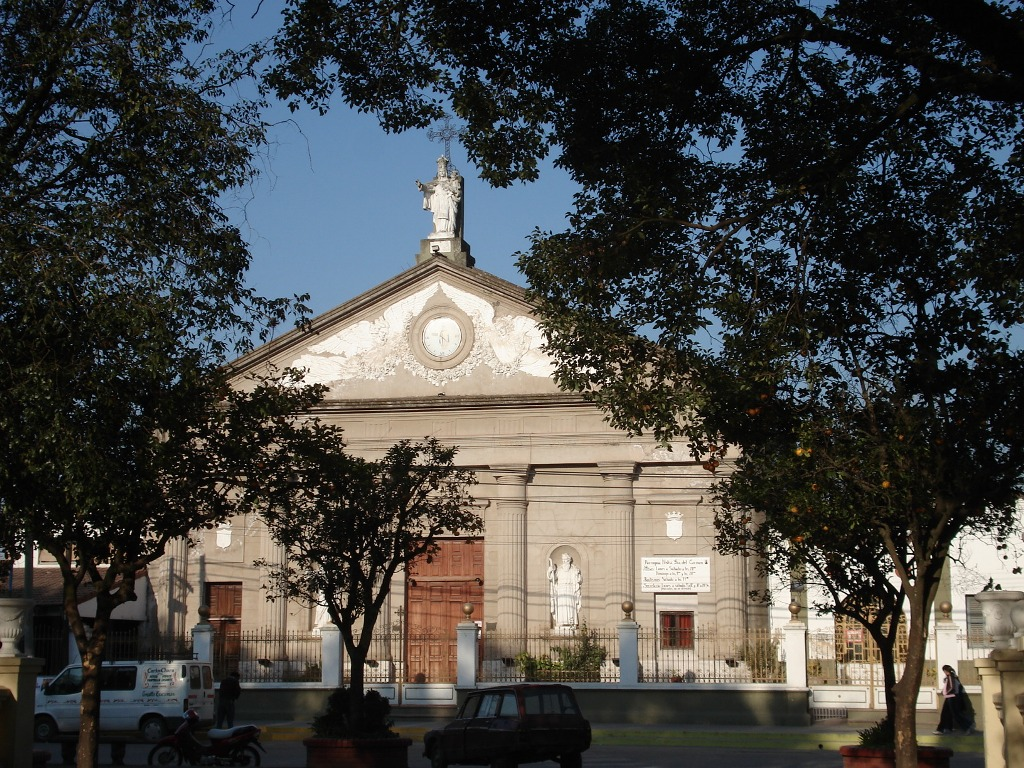
La paroisse Notre-Dame de Carmen.